# Hugh de Courtenay, II conte di Devon
Hugh de Courtenay, II conte di Devon (Devon, 12 luglio 1303 – Exeter, 2 maggio 1377) è stato un nobile inglese, che ha combattuto nella guerra dei cent'anni al fianco di Edoardo III d'Inghilterra.

## Biografia
Era il secondogenito, ma primo figlio superstite di Hugh de Courtenay, I conte di Devon, e di sua moglie, Agnes St. John, figlia di Sir John St. John.

## Carriera
L'11 agosto 1327, Hugh si unì al corpo delle guardie che proteggevano la persona del re, dopo essere stato nominato cavaliere e quando il Parlamento venne convocato al momento della piena presa di potere da parte di Edoardo III d'Inghilterra, dopo che egli aveva scacciato la madre Isabella di Francia ed il suo amante Ruggero Mortimer, I conte di March, Hugh fu tra coloro che vennero chiamati a presenziarvi. Nei documenti dell'epoca viene chiamato Hugh de Courtenay il giovane e designato con il titolo di Lord Courtenay. Nel 1335 egli difese le coste della Cornovaglia da alcuni tentativi di invasione portati avanti dai francesi e quando il padre morì nel 1340 egli ereditò il titolo e tutte le proprietà paterne che si trovavano nel Devon.
È possibile che egli abbia partecipato alla Battaglia di Durham, dove Henry Percy, II barone Percy e Ralph Neville, II barone Neville sconfissero gli scozzesi di Davide II di Scozia.

## Un uomo ricco
Sicuramente Hugh prese parte alla Battaglia di Crécy, combattuta il 26 agosto dello stesso anno, e prese parte a una delle tante giostre che si tennero per celebrare la vittoria e precisamente a quella del 9 aprile presso Litchfield in cui anche il re partecipò.
Hugh ottenne dal re il permesso di costruire un convento vicino al Palazzo di Westminster per i frati dell'Ordine della Beata Vergine del Monte Carmelo che col tempo divenne un'importante casa religiosa, a seguito del completamento di questo progetto egli fu nominato, nel 1352, Guardiano congiunto del Devon e della Cornovaglia e tornò quindi nella sua terra natale.
Nel 1361 lui e la moglie beneficiarono delle volontà testamentarie del fratello di lei, Humphrey de Bohun, VI conte di Hereford, che fecero aumentare notevolmente le loro proprietà terriere.
Nel 1356, Hugh combatté nella Battaglia di Poitiers insieme a Edoardo il Principe Nero giocandovi tuttavia un ruolo marginale dal momento che ormai si avvicinava ai sessant'anni, tant'è che poco dopo si ritirò a vita privata con una pensione garantitagli dal re. Nel 1373 fu nominato Custode Capo della Foresta Reale del Devon, attività i cui introiti vennero tassati dal parlamento per 1.500 £. Benché fosse considerato un uomo ricco v'erano altri nobili ben più provvisti di lui, tuttavia Hugh ebbe sempre un seguito composto da 40 cavalieri, scudieri ed avvocati ed aveva anche alcune proprietà, benché sottoposte a limitazioni, nel Somersetshire, in Cornovaglia, nell'Hampshire, nel Dorset e nel Buckinghamshire.
Hugh fu anche un mecenate per il vescovo di Exeter, John Grandisson (morto nel 1369), del quale supportò non solo la carriera, ma per il quale si accollò anche dei debiti per costruire delle chiese nella diocesi di Exeter.
Hugh morì il 2 maggio 1377 e fu sepolto nella Cattedrale di Exeter.

## Matrimonio
L'11 agosto 1325, in conformità con un accordo matrimoniale del 27 settembre 1314, sposò Margaret de Bohun (3 aprile 1311-16 dicembre 1391), figlia di Humphrey de Bohun, IV conte di Hereford e di Elisabetta d'Inghilterra figlia di Edoardo I d'Inghilterra. Ebbero tredici figli:
- Sir Hugh de Courtenay (22 marzo 1327-2 settembre 1349);
- Thomas de Courtenay (1329-?), divenne un frate e morì presso un convento degli Agostiniani a Londra;
- Sir Edward de Courtenay (1331-1372), sposò Emeline Dawney, ebbero due figli: Edward de Courtenay, III conte di Devon e Sir Hugh de Courtenay di Haccombe e Bampton;
- Lady Elizabeth de Courtenay (1333-7 agosto 1395), sposò in prime nozze Sir John de Vere e in seconde nozze Sir Andrew Luttrell;
- Robert de Courtenay;
- Lady Catherine de Courtenay (?-31 dicembre 1399), sposò Thomas Engaine, II barone Engaine;
- William de Courtenay (1342-31 luglio 1396), Arcivescovo di Canterbury;
- Sir Philip de Courtenay (1345-29 luglio 1406), sposò Ann Wake;
- Sir Peter de Courtenay (1346-1405), sposò Margaret Clyvedon;
- Lady Margaret de Courtenay (?-2 agosto 1385), sposò John de Cobham, III barone Cobham;
- Joan de Courtenay, sposò Sir John Cheverston;
- John de Courtenay
- Humphrey de Courtenay;
- Anne de Courtenay
- Matilda de Courtenay